# Frosinone Calcio 2015-2016
Questa voce raccoglie le informazioni riguardanti il Frosinone Calcio nelle competizioni ufficiali della stagione 2015-2016.

## Stagione
Nella stagione 2015-2016 arriva l'esordio nel massimo campionato del Frosinone allenato da Roberto Stellone. Il primo storico punto reca la data del 23 settembre 2015, quando la matricola laziale costringe al pari i campioni d'Italia della Juventus. Nella gara successiva arriva la prima vittoria (2-0) con l'Empoli. Terz'ultima in classifica a metà campionato, la squadra frusinate non riesce - nella seconda parte di torneo - ad allontanarsi dalla zona critica.
Battuti dal Carpi a metà marzo (2-1) in una sfida decisiva ai fini della salvezza, i ciociari ritornano in B con una giornata di anticipo: a condannarli in via matematica è la sconfitta interna (0-1) contro il Sassuolo, cui fa seguito quella con il Napoli, un (4-0) al San Paolo che comporta il 19º posto finale con 31 punti, con solo alle spalle l'Hellas Verona. Nella Coppa Italia il Frosinone entra in scena nel terzo turno, ma esce subito superato dallo Spezia, la gara al Matusa finisce (0-0) dopo i supplementari, ai calci di rigore si impongono (5-6) i liguri.

## Divise e sponsor
Lo sponsor per la stagione 2015-2016 è la Banca Popolare del Frusinate, mentre lo sponsor tecnico è il marchio Legea.
| Casa | Trasferta | Trasferta (Alternativa) | Terza Divisa | Terza Divisa (Alternativa) |

## Organigramma societario
La disposizione delle sezioni e la presenza o meno di determinati ruoli può essere variata in base a spazi occupati e dati in possesso.
Area direttiva
- Presidente: Maurizio Stirpe
- Vice presidente: Rosario Zoino, Vittorio Ficchi[15]
- Direttore generale: Ernesto Salvini
- Responsabile finanza e controllo: Rosario Zoino

Area organizzativa
- Segretario generale: Raniero Pellegrini
- Segreteria sportiva: Anna Fanfarillo,  Emanuele Fanì
- Delegato alla sicurezza: Sergio Pinata

Area comunicazione
- Responsabile comunicazione: Domenico Verdone

Area marketing
- Promo & Management: Fabio Buttarazzi
- Sponsorship ed eventi: Giuseppe Capozzoli

Area tecnica
- Direttore sportivo: Marco Giannitti
- Allenatore: Roberto Stellone
- Allenatore in seconda: Giorgio Gorgone

## Rosa
| N. |                     | Ruolo | Calciatore                  |
| -- | ------------------- | ----- | --------------------------- |
| 1  | Italia (bandiera)   | P     | Massimo Zappino             |
| 3  | Italia (bandiera)   | D     | Roberto Crivello            |
| 4  | Italia (bandiera)   | D     | Adriano Russo               |
| 5  | Italia (bandiera)   | C     | Mirko Gori                  |
| 6  | Italia (bandiera)   | D     | Leonardo Blanchard          |
| 7  | Italia (bandiera)   | C     | Alessandro Frara (capitano) |
| 8  | Austria (bandiera)  | C     | Robert Gucher               |
| 9  | Italia (bandiera)   | A     | Daniel Ciofani              |
| 10 | Italia (bandiera)   | C     | Danilo Soddimo              |
| 11 | Italia (bandiera)   | A     | Daniele Verde               |
| 11 | Germania (bandiera) | C     | Oliver Kragl                |
| 12 | Italia (bandiera)   | A     | Samuele Longo               |
| 13 | Italia (bandiera)   | D     | Matteo Ciofani              |
| 17 | Italia (bandiera)   | A     | Luca Paganini               |
| 18 | Italia (bandiera)   | A     | Federico Dionisi            |

| N. |                                 | Ruolo | Calciatore           |
| -- | ------------------------------- | ----- | -------------------- |
| 19 | Bulgaria (bandiera)             | C     | Aleksandăr Tonev     |
| 20 | Bosnia ed Erzegovina (bandiera) | D     | Daniel Pavlović      |
| 21 | Italia (bandiera)               | C     | Paolo Sammarco       |
| 22 | Ghana (bandiera)                | C     | Raman Chibsah        |
| 23 | Senegal (bandiera)              | P     | Lys Gomis            |
| 24 | Francia (bandiera)              | D     | Modibo Diakité       |
| 25 | Italia (bandiera)               | P     | Francesco Bardi      |
| 28 | Italia (bandiera)               | D     | Aleandro Rosi        |
| 29 | Italia (bandiera)               | A     | Massimiliano Carlini |
| 30 | Cile (bandiera)                 | A     | Nicolás Castillo     |
| 33 | Italia (bandiera)               | P     | Nicola Leali         |
| 44 | Ucraina (bandiera)              | D     | Vasyl' Pryjma        |
| 69 | Italia (bandiera)               | D     | Davide Bertoncini    |
| 93 | Albania (bandiera)              | D     | Arlind Ajeti         |

## Calciomercato

### Sessione estiva(dall'1/7 al 31/8)
| Acquisti | Acquisti           | Acquisti          | Acquisti                         |
| R.       | Nome               | da                | Modalità                         |
| -------- | ------------------ | ----------------- | -------------------------------- |
| P        | Michele Mangiapelo | Grosseto          | fine prestito                    |
| P        | Nicola Leali       | Juventus          | prestito                         |
| P        | Lys Gomis          | Torino            | prestito                         |
| D        | Daniele Frabotta   | Lupa Roma         | fine prestito                    |
| D        | Fabio Formato      | Ischia Isolaverde | fine prestito                    |
| D        | Raffaele Schiavi   | Catania           | fine prestito                    |
| D        | Modibo Diakité     |                   | svincolato                       |
| D        | Daniel Pavlović    | Grasshoppers      | prestito con diritto di riscatto |
| D        | Aleandro Rosi      | Genoa             | prestito                         |
| C        | Daniele Altobelli  | Ascoli            | fine prestito                    |
| C        | Andrea Gessa       | Pescara           | fine prestito                    |
| C        | Raman Chibsah      | Sassuolo          | prestito                         |
| C        | Aleksandăr Tonev   | Aston Villa       | definitivo                       |
| A        | Giuliano Regolanti | Gubbio            | fine prestito                    |
| A        | Daniele Verde      | Roma              | prestito                         |
| A        | Samuele Longo      | Inter             | prestito con diritto di riscatto |
| A        | Nicolás Castillo   | Club Bruges       | prestito con diritto di riscatto |

| Cessioni | Cessioni           | Cessioni    | Cessioni      |
| R.       | Nome               | a           | Modalità      |
| -------- | ------------------ | ----------- | ------------- |
| P        | Victor De Lucia    | Latina      | definitivo    |
| P        | Michele Mangiapelo |             | svincolato    |
| P        | Mirko Pigliacelli  |             | svincolato    |
| D        | Uroš Ćosić         | Pescara     | fine prestito |
| D        | Luis Cesar Fraiz   | Árabe Unido | fine prestito |
| D        | Manuel Pamić       |             | svincolato    |
| D        | Fabio Formato      | Prato       | prestito      |
| D        | Damiano Zanon      | Ternana     | definitivo    |
| D        | Daniele Frabotta   |             | svincolato    |
| D        | Raffaele Schiavi   | Catania     | definitivo    |
| C        | Mario Santana      | Genoa       | fine prestito |
| C        | Daniele Altobelli  | Ascoli      | prestito      |
| C        | Andrea Gessa       |             | svincolato    |
| C        | Enrico Crescenzi   |             | svincolato    |
| A        | Giuliano Regolanti | Matera      | prestito      |
| A        | Arturo Lupoli      | Pisa        | definitivo    |

### Trasferimenti dopo la sessione estiva
| Acquisti | Acquisti     | Acquisti | Acquisti   |
| R.       | Nome         | da       | Modalità   |
| -------- | ------------ | -------- | ---------- |
| D        | Arlind Ajeti |          | svincolato |

| Cessioni | Cessioni | Cessioni | Cessioni |
| R.       | Nome     | a        | Modalità |
| -------- | -------- | -------- | -------- |

### Sessione invernale(dal 4/1 al 1/2)
| Acquisti | Acquisti           | Acquisti | Acquisti      |
| R.       | Nome               | da       | Modalità      |
| -------- | ------------------ | -------- | ------------- |
| P        | Francesco Bardi    | Inter    | prestito      |
| D        | Vasyl' Pryjma      | Torino   | prestito      |
| C        | Oliver Kragl       | Ried     | definitivo    |
| A        | Giuliano Regolanti | Matera   | fine prestito |

| Cessioni | Cessioni           | Cessioni    | Cessioni      |
| R.       | Nome               | a           | Modalità      |
| -------- | ------------------ | ----------- | ------------- |
| D        | Davide Bertoncini  | Modena      | prestito      |
| D        | Modibo Diakité     | Sampdoria   | definitivo    |
| A        | Daniele Verde      | Roma        | fine prestito |
| A        | Nicolás Castillo   | Club Bruges | fine prestito |
| A        | Giuliano Regolanti | Prato       | prestito      |

### Trasferimenti dopo la sessione invernale
| Acquisti | Acquisti | Acquisti | Acquisti |
| R.       | Nome     | da       | Modalità |
| -------- | -------- | -------- | -------- |

| Cessioni | Cessioni  | Cessioni | Cessioni      |
| R.       | Nome      | a        | Modalità      |
| -------- | --------- | -------- | ------------- |
| P        | Lys Gomis | Torino   | fine prestito |

## Risultati

### Serie A

#### Girone di andata
| Arbitro: | Banti (Livorno) |

|            |           |                              |
| Soddimo 7’ | Marcatori | 59’ Quagliarella 64’ Baselli |

| Arbitro: | Celi (Bari) |

|                         |           |  |
| Stendardo 21’ Gómez 69’ | Marcatori |  |

| Arbitro: | Gervasoni (Mantova) |

|  |           |                         |
|  | Marcatori | 44’ Falque 90+3’ Iturbe |

| Arbitro: | Orsato (Schio) |

|             |           |  |
| Mounier 27’ | Marcatori |  |

| Arbitro: | Cervellera (Taranto) |

|          |           |                 |
| Zaza 50’ | Marcatori | 90+2’ Blanchard |

| Arbitro: | Guida (Torre Annunziata) |

|                  |           |  |
| Dionisi 58’, 71’ | Marcatori |  |

| Arbitro: | Di Bello (Brindisi) |

|                                  |           |  |
| Keita Baldé 80’ Djordjevic 90+4’ | Marcatori |  |

| Arbitro: | Irrati (Pistoia) |

|                          |           |  |
| Paganini 54’ Dionisi 55’ | Marcatori |  |

| Arbitro: | Rizzoli (Bologna) |

|          |           |  |
| Lodi 20’ | Marcatori |  |

| Arbitro: | Damato (Barletta) |

|                              |           |             |
| D.Ciofani 51’ Sammarco 90+1’ | Marcatori | 67’ Marrone |

| Arbitro: | Fabbri (Ravenna) |

|                                                       |           |           |
| Rebić 24’ Rodríguez 29’ Babacar 31’ (rig.) Suárez 43’ | Marcatori | 87’ Frara |

| Arbitro: | Calvarese (Teramo) |

|                           |           |                        |
| Blanchard 31’ Diakité 38’ | Marcatori | 6’ Pavoletti 75’ Gakpé |

| Arbitro: | Guida (Torre Annunziata) |

|                                                    |           |  |
| Biabiany 29’ Icardi 53’ Murillo 87’ Brozović 90+2’ | Marcatori |  |

| Arbitro: | Rizzoli (Bologna) |

|                                       |           |                       |
| D.Ciofani 22’ (rig.), 40’ Dionisi 48’ | Marcatori | 69’ Viviani 75’ Moras |

| Arbitro: | Rocchi (Firenze) |

|  |           |                                      |
|  | Marcatori | 90’ (rig.) Paloschi 90+3’ Meggiorini |

| Arbitro: | Doveri (Roma) |

|                                                       |           |              |
| Goldaniga 5’ Vázquez 17’ Trajkovski 60’ Gilardino 86’ | Marcatori | 24’ Sammarco |

| Arbitro: | Banti (Livorno) |

|                           |           |                                                |
| D.Ciofani 19’ Dionisi 84’ | Marcatori | 50’ Abate 55’ Bacca 77’ Alex 90+3’ Bonaventura |

| Arbitro: | Pairetto (Nichelino) |

|                                 |           |                       |
| Ajeti 22’ (aut.) Falcinelli 75’ | Marcatori | 16’ Dionisi 45’ Ajeti |

| Arbitro: | Tagliavento (Terni) |

|              |           |                                                              |
| Sammarco 81’ | Marcatori | 20’ Albiol 30’ (rig.), 60’ Higuaín 59’ Hamšík 71’ Gabbiadini |

#### Girone di ritorno
| Arbitro: | Irrati (Pistoia) |

|                                                 |           |                                |
| Immobile 9’ (rig.) Belotti 37’, 41’ Benassi 82’ | Marcatori | 33’ Sammarco 73’ (aut.) Avelar |

| Frosinone 23 gennaio 2016, ore 18:00 21ª giornata | Frosinone     | 0 – 0 referto | Atalanta | Stadio Matusa (7564 spett.)\| Arbitro: \| Valeri (Roma) \| |
| Arbitro:                                          | Valeri (Roma) |               |          |                                                            |

| Arbitro: | Guida (Torre Annunziata) |

|                                           |           |               |
| Nainggolan 18’ El Shaarawy 48’ Pjanić 84’ | Marcatori | 24’ D.Ciofani |

| Arbitro: | Gervasoni (Mantova) |

|                    |           |  |
| Dionisi 77’ (rig.) | Marcatori |  |

| Arbitro: | Massa (Imperia) |

|  |           |                           |
|  | Marcatori | 73’ Cuadrado 90+1’ Dybala |

| Arbitro: | Di Bello (Brindisi) |

|               |           |                           |
| Maccarone 59’ | Marcatori | 17’, 73’ (rig.) D.Ciofani |

| Frosinone 21 febbraio 2016, ore 18:00 26ª giornata | Frosinone    | 0 – 0 referto | Lazio | Stadio Matusa (7954 spett.)\| Arbitro: \| Russo (Nola) \| |
| Arbitro:                                           | Russo (Nola) |               |       |                                                           |

| Arbitro: | Orsato (Schio) |

|                               |           |  |
| Fernando 44’ Quagliarella 69’ | Marcatori |  |

| Arbitro: | Rizzoli (Bologna) |

|                             |           |  |
| D.Ciofani 12’ Blanchard 60’ | Marcatori |  |

| Arbitro: | Banti (Livorno) |

|                                 |           |             |
| Bianco 27’ de Guzmán 90’ (rig.) | Marcatori | 72’ Dionisi |

| Frosinone 20 marzo 2016, ore 15:00 30ª giornata | Frosinone     | 0 – 0 referto | Fiorentina | Stadio Matusa (7489 spett.)\| Arbitro: \| Valeri (Roma) \| |
| Arbitro:                                        | Valeri (Roma) |               |            |                                                            |

| Arbitro: | Mazzoleni (Bergamo) |

|                               |           |  |
| Suso 43’, 60’, 76’ Rigoni 72’ | Marcatori |  |

| Arbitro: | Tagliavento (Terni) |

|  |           |            |
|  | Marcatori | 74’ Icardi |

| Arbitro: | Doveri (Roma) |

|                |           |                       |
| Bianchetti 64’ | Marcatori | 15’ Russo 90+2’ Frara |

| Arbitro: | Russo (Nola) |

|                                                                  |           |              |
| Floro Flores 36’ Pellissier 47’ (rig.), 80’ Rigoni 58’ Sardo 60’ | Marcatori | 5’ D.Ciofani |

| Arbitro: | Rocchi (Firenze) |

|  |           |                                |
|  | Marcatori | 56’ Gilardino 90+2’ Trajkovski |

| Arbitro: | Massa (Imperia) |

|                                            |           |                                   |
| Bacca 50’ Antonelli 74’ Ménez 90+2’ (rig.) | Marcatori | 2’ Paganini 44’ Kragl 55’ Dionisi |

| Arbitro: | Cervellera (Taranto) |

|  |           |              |
|  | Marcatori | 85’ Politano |

| Arbitro: | Celi (Bari) |

|                                  |           |  |
| Hamšík 44’ Higuaín 52’, 62’, 71’ | Marcatori |  |

### Coppa Italia

#### Turni preliminari
| Arbitro: | Russo (Nola) |

|                                                          |                      |                                                                         |
| Gucher Longo Dionisi Verde Carlini Chibsah Crivello Rosi | Tiri di rigore 5 – 6 | Juande Brezovec Postigo de las Cuevas Catellani Calaiò Chichizola Šitum |

## Statistiche

### Statistiche di squadra
| Competizione | Punti | In casa | In casa | In casa | In casa | In casa | In casa | In trasferta | In trasferta | In trasferta | In trasferta | In trasferta | In trasferta | Totale | Totale | Totale | Totale | Totale | Totale | D.R. |
| Competizione | Punti | G       | V       | N       | P       | Gf      | Gs      | G            | V            | N            | P            | Gf           | Gs           | G      | V      | N      | P      | Gf     | Gs     | D.R. |
| ------------ | ----- | ------- | ------- | ------- | ------- | ------- | ------- | ------------ | ------------ | ------------ | ------------ | ------------ | ------------ | ------ | ------ | ------ | ------ | ------ | ------ | ---- |
| Serie A      | 31    | 19      | 6       | 4       | 9       | 18      | 26      | 19           | 2            | 3            | 14           | 17           | 50           | 38     | 8      | 7      | 23     | 35     | 76     | −41  |
| Coppa Italia | -     | 1       | 0       | 1       | 0       | 0       | 0       | 0            | 0            | 0            | 0            | 0            | 0            | 1      | 0      | 1      | 0      | 0      | 0      | 0    |
| Totale       |       | 20      | 6       | 5       | 9       | 18      | 26      | 19           | 2            | 3            | 14           | 17           | 50           | 39     | 8      | 8      | 23     | 35     | 76     | −41  |

### Andamento in campionato
| Giornata  | 1  | 2  | 3  | 4  | 5  | 6  | 7  | 8  | 9  | 10 | 11 | 12 | 13 | 14 | 15 | 16 | 17 | 18 | 19 | 20 | 21 | 22 | 23 | 24 | 25 | 26 | 27 | 28 | 29 | 30 | 31 | 32 | 33 | 34 | 35 | 36 | 37 | 38 |
| --------- | -- | -- | -- | -- | -- | -- | -- | -- | -- | -- | -- | -- | -- | -- | -- | -- | -- | -- | -- | -- | -- | -- | -- | -- | -- | -- | -- | -- | -- | -- | -- | -- | -- | -- | -- | -- | -- | -- |
| Luogo     | C  | T  | C  | T  | T  | C  | T  | C  | T  | C  | T  | C  | T  | C  | C  | T  | C  | T  | C  | T  | C  | T  | C  | C  | T  | C  | T  | C  | T  | C  | T  | C  | T  | T  | C  | T  | C  | T  |
| Risultato | P  | P  | P  | P  | N  | V  | P  | V  | P  | V  | P  | N  | P  | V  | P  | P  | P  | N  | P  | P  | N  | P  | V  | P  | V  | N  | P  | V  | P  | N  | P  | P  | V  | P  | P  | N  | P  | P  |
| Posizione | 14 | 19 | 20 | 20 | 20 | 16 | 19 | 16 | 17 | 17 | 17 | 18 | 18 | 17 | 18 | 18 | 18 | 18 | 18 | 19 | 19 | 19 | 19 | 19 | 18 | 18 | 18 | 18 | 18 | 19 | 19 | 19 | 18 | 18 | 19 | 19 | 19 | 19 |

Legenda:

Luogo: C = Casa; T = Trasferta. Risultato: V = Vittoria; N = Pareggio; P = Sconfitta.